# Acarajé

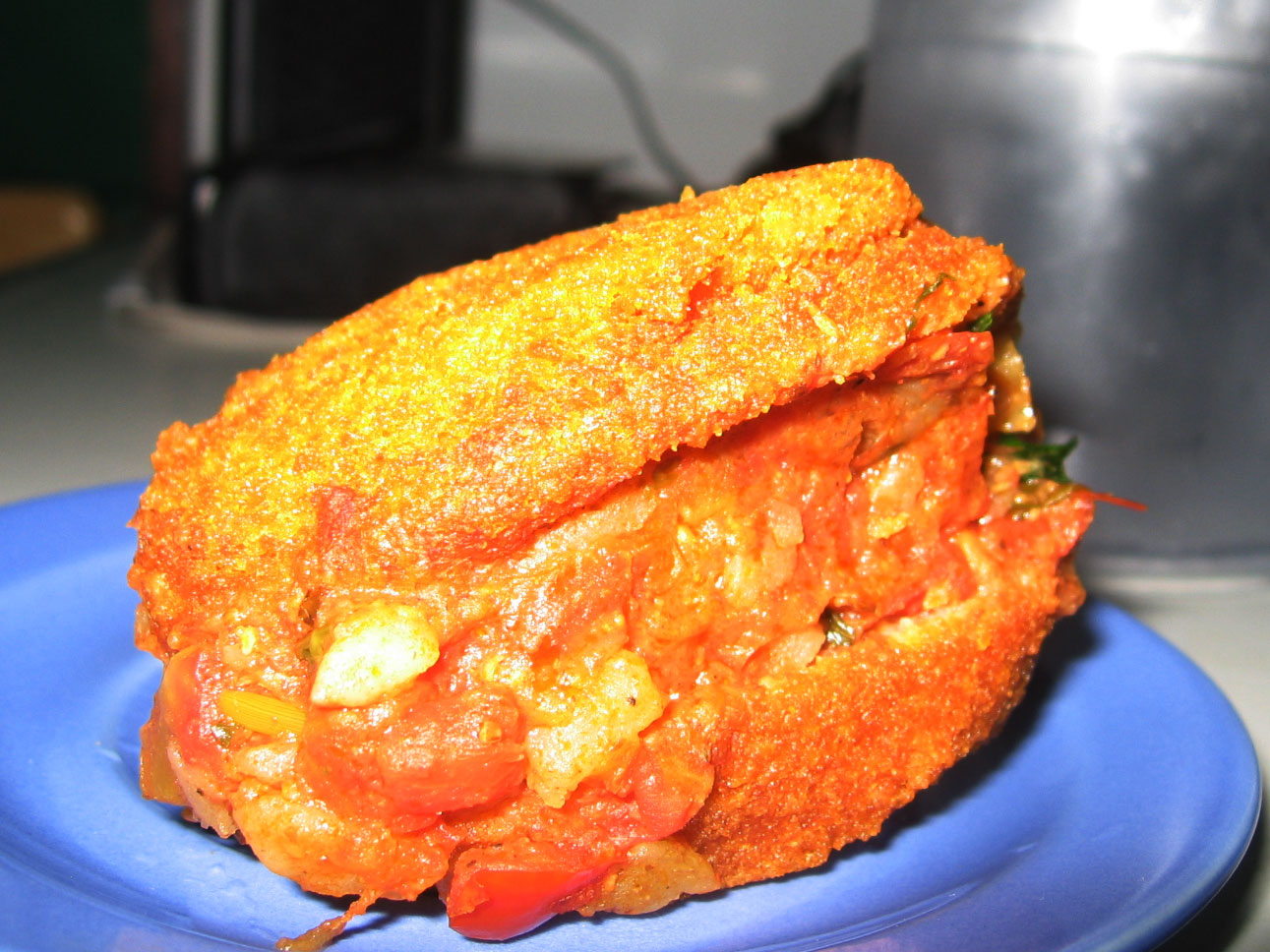
Acarajé.

Acarajé är en rätt i det afrobrasilianska köket.
En deg av krossade svartögda bönor, torkade räkor och ingefära friteras i palmolja. Acarajén fylls sedan med vatapá (fisk- och räkpudding), chilisås, torkade räkor och caruru (gryta med okra).
Acarajé har även betydelse som rituell rätt knuten till en ande från yorubafolkets mytologi, överförd till Iansã i den brasilianska candomblén.